# Günter Gabsteiger

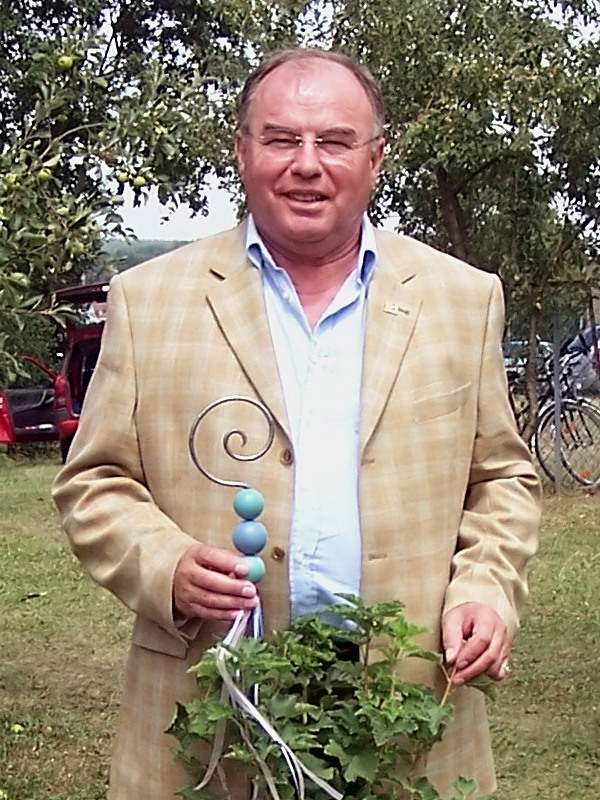
Günter Gabsteiger (2006)

Günter Gabsteiger (* 23. Dezember 1942 in Nürnberg) ist ein deutscher Politiker und ehemaliger Landtagsabgeordneter der CSU.

## Leben
Nach dem Volks- und Berufsschulabschluss und der Ausbildung zum Stahlformbauer, absolvierte er in München und Berlin Studien der Sozialpädagogik. Von 1966 bis 1967 arbeitete er bei der Bundeswehr in der Luftwaffengruppe Süd. Danach war Gabsteiger bis 1973 kirchlicher Jugendpfleger im Erzbistum Bamberg. Von 1973 bis 1986 war er hauptamtlicher Bewährungshelfer beim Landgericht Nürnberg-Fürth.
Er ist verheiratet, katholisch und hat eine Tochter.

## Politische Laufbahn
In der Jungen Union war er 1966 Kreisvorsitzender von der JU Berlin-Tiergarten, von 1970 bis 1975 Kreisvorsitzender der JU Fürth-Land. 1972 wurde er in den Kreistag von Fürth gewählt, 1974 in den Bezirkstag von Mittelfranken (bis 1986) und 1986 schließlich in den Bayerischen Landtag. Dort war Gabsteiger Mitglied im Ausschuss für Staatshaushalt und Finanzfragen. Bei der Landtagswahl von 2008 verfehlte er aufgrund der hohen Stimmenverluste der CSU den erneuten Einzug.
Zudem hat er einige Vorsitze von Vereinen in Nürnberg und Umgebung inne.
Gabsteiger war an der Affaire an der Beschäftigung von Verwandten (Amigo-Affaire) beteiligt. Er war in besagter Zeit Mitglied des Ausschusses für Staatshaushalt und Finanzfragen.